# Kolonia urzędnicza w Katowicach-Ligocie
Kolonia urzędnicza w Katowicach-Ligocie (pierwotnie Wojewódzka Kolonia Urzędnicza) – kolonia urzędnicza w Katowicach, położona w kwartale ulic: Panewnickiej, Piotrowickiej, Śląskiej i Wileńskiej, w dzielnicy Ligota-Panewniki. Tworzą ją funkcjonalistyczne wille powstałe w latach 1936–1939 z indywidualnym podejściem do każdej z nich, zaprojektowane przez miejscowych architektów.
Kolonia z założenia powstała dla urzędników pracujących w centrum Katowic, a inwestorem był Śląski Urząd Wojewódzki. Funkcjonalistyczne budynki wpisane są do gminnej ewidencji zabytków miasta Katowice.

## Lokalizacja
Kolonia urzędnicza położona jest w katowickiej dzielnicy Ligota-Panewniki, w jej części zwanej Nową Ligotą, w rejonie m.in. ulic: Wileńskiej, Mazowieckiej, Pomorskiej, Poleskiej, Śląskiej, Małopolskiej i Huculskiej. Znajduje się ona ok. 6 km na południe od centrum miasta, w pobliżu stacji kolejowej Katowice Ligota.
Wzdłuż ulicy Poleskiej znajdują się dwa przystanki autobusowe ZTM-u: Ligota Wileńska i Ligota Poleska. Ponadto przystanki położone są przy głównych ulicach otaczających kolonię, tj. Panewnickiej i Piotrowickiej. Przy VII Liceum Ogólnokształcącym im. Harcerzy Obrońców Katowic w Katowicach położona jest stacja wypożyczalni rowerów miejskich Metrorower nr 27431.

## Historia
Utworzenie po I wojnie światowej i powstaniach śląskich autonomicznego województwa śląskiego z siedzibą w Katowicach zakończyło stagnację, która nastąpiła w budownictwie rezydencjonalnym. Obszar Katowic dla potrzeb budowy nowych budynków, w tym mieszkalnych, był w tym okresie jednak niewystarczający, dlatego też w 1924 roku miasto powiększono m.in. o Ligotę.
Dla prawidłowego funkcjonowania miasta potrzebny był plan urbanistyczny, dlatego też w 1935 roku władze Katowic wraz z Towarzystwem Urbanistów Polskich i Stowarzyszeniem Architektów Polskich rozpisały konkurs na plan regulacji i przebudowy. Zakładał on m.in. inwestycje na nowo przyłączonych terenach. W wyniku tego konkursu wyłoniono plan autorstwa Władysława Czarnockiego i Mariana Spychalskiego, który zakładał silną urbanizację terenu miasta poprzez zabudowę działek wewnętrznych i podwyższenie wysokości zabudowy. Do ważniejszych zrealizowanych założeń tego planu należała budowa kolonii urzędniczej, a za najkorzystniejszą lokalizację na nowe osiedle wskazano tereny na południu Katowic.
Pomysłodawcą, a także głównym inwestorem kolonii, był Urząd Wojewódzki Śląski. Teren pod budowę kolonii o powierzchni 20 ha został sprzedany 3 lutego 1930 roku przez Dyrekcję Kopalń Księcia Pszczyńskiego za kwotę 1,25 mln ówczesnych złotych na mocy uchwały Śląskiej Rady Wojewódzkiej z 1929 roku. Następnie opracowano plan parcelacji gruntu wraz ze szczególnym uwzględnieniem przebiegu ulic i podziałem terenu na poszczególne działki budowlane.
Z powodu światowego kryzysu gospodarczego opóźniły się prace przy budowie kolonii, a wojewoda śląski Michał Grażyński próbował zaciągnąć kredyty na ten cel w Szwajcarii. Pierwsza próba zakończyła się niepowodzeniem. Starania o przyznanie nowych środków trwały kilka lat i dopiero w styczniu 1933 roku pozytywnie rozpatrzono wniosek o przyznanie pożyczki z funduszu dla bezrobotnych. Udzieliło jej Ministerstwo Opieki Społecznej z przeznaczeniem na wypłaty dla robotników budujących drogi w kolonii.
W marcu 1933 roku powołano Kierownictwo Budowy Wojewódzkiej Parceli w Panewnikach (Nowa Ligota) i jeszcze w tym samym roku rozpoczęto wyrąb lasu pod kolonię. Następnie doprowadzono sieć wodociągową z centrum Katowic, wybudowano kanalizację wraz z oczyszczalną ścieków, którą zlokalizowano przy ulicy Śląskiej, a także wytyczono ulice. Prace przy budowie kanalizacji ukończono w pierwszym kwartale 1936 roku, a wraz z zabudową oczyszczalni ścieków przygotowano tereny do budowy kolonii. W tym samym roku wydzielono 193 działki budowlane. Tereny Ligoty do tego czasu zostały dość dobrze zaopatrzone w podstawową infrastrukturę: zmodernizowaną sieć dróg i kolei, transport zbiorowy oraz sieć kanalizacyjną i wodociągową.
W czasie przygotowania terenu pod inwestycję zmieniła się też sama koncepcja kolonii, gdyż pierwotnie zakładano, że będzie to kolonia złożona z tanich domów robotniczych. Powstały nawet plany autorstwa Tadeusza Michejdy, lecz Urząd Wojewódzki w 1933 roku odstąpił od budowy tanich gotowych kolonii robotniczych. Zostały ustalone nowe wytyczne, które zakładały przekazanie inicjatywy w prywatne ręce wspierane odpowiednią polityką terenową i kredytową. Wytyczne te miały się stać pewnym wzorcem dla przyszłych inwestycji o podobnym charakterze.
Prócz konieczności zapewnienia mieszkań licznym urzędnikom przyjeżdżającym na Górny Śląsk z różnych regionów Polski powstanie kolonii miało też wymiar propagandowy. Autonomiczne województwo śląskie dysponowało dużym na ówczesne warunki budżetem umożliwiającym tego typu inwestycje, co sprzyjało budowie obiektów z nowoczesną, często awangardową architekturą, a dzielnica urzędnicza w Ligocie także takie zadanie miała spełniać. Nazwy ulic, które z założenia miały być manifestacją polskości, nadano od nazw regionów geograficznych ówczesnej Polski (ulice: Śląska, Wielkopolska, Pomorska, Mazowiecka, Wileńska, Poleska i Małopolska) lub od nazw grup etnicznych (ulice: Kaszubska, Huculska i Mazurska). Nadanie takich nazw sprawiło, że obszar kolonii w tym okresie zwyczajowo nazywano „miniaturową Polską”.
Funkcjonalistyczne domy na terenie kolonii urzędniczej w katowickiej Ligocie zostały wzniesione w latach 1936–1939. Do wybuchu II wojny światowej zabudowano 89 z wytyczonych do tego czasu 193 działek, które wbrew pierwotnym założeniom nie należały do szeregowych urzędników, a do ludzi bogatych, głównie przedstawicieli wolnych zawodów, jak m.in.: lekarzy, architektów, inżynierów czy artystów, co spowodowane było wysoką ceną parceli. Stąd też kolonia ta dla urzędników była tylko z nazwy. Wille te zamieszkiwane były z biegiem czasu przez takie znane osoby, jak m.in.: Karol Stryja, Olgierd Łukasiewicz czy biskup Bolesław Kominek.
W okolicy kolonii, po wschodniej stronie ulicy Piotrowickiej zlokalizowano funkcjonalistyczny budynek szkolny dla jej potrzeb. Został on wzniesiony w latach 1936–1938, a rozbudowano go w latach 50. XX wieku. Budynek ten, położony przy ulicy Panewnickiej 13, jest siedzibą VII Liceum Ogólnokształcącego im. Harcerzy Obrońców Katowic w Katowicach.
Realizację kolonii urzędniczej w Ligocie przerwała II wojna światowa. Pierwotny układ urbanistyczny został zaś zakłócony przez realizacje niemieckie z tego czasu, a także przez późniejsze inwestycje. W środkowej części kolonii wzniesiono wówczas kilka bloków dwukondygnacyjnych o dużo większej kubaturze i z dwuspadowymi dachami, zwane potoczne „stodołami”. Nowe wille w tym czasie zajęli niemieccy dygnitarze.
Zabudowę kolonii urzędniczej kontynuowano po II wojnie światowej i na ogół powstały domy niezakłócające charakteru kolonii z wyjątkiem bloku mieszkalnego na skrzyżowaniu ulic Panewnickiej i Piotrowickiej. Pozostałe wolne działki zabudowano do lat 60. XX wieku. Większość zabytkowych funkcjonalistycznych budynków kolonii zachowała się do współczesnych czasów.

## Charakterystyka

### Architektura
Kolonia urzędnicza w Katowicach-Ligocie jest największym zespołem willowym powstałym w okresie międzywojennym w Katowicach, a także najbardziej reprezentatywnym dla architektury willowej Katowic tego czasu. Budynki zostały wzniesione w czasie dominacji w architekturze Katowic trendu funkcjonalizmu z widocznym dążeniem ku większej swobodzie, efektywności rozwiązań i zaspokajaniu potrzeb jej użytkowników.
Z założenia kolonia ta miała się stać idealną dzielnicą miasta przemysłowego – zarówno pod względem urbanistycznym, jak i też architektonicznym, dlatego też regulamin zakładał wysoki standard zabudowy kolonii. Zawierał on szczegółowe warunki zabudowy działek wraz z maksymalną dopuszczalną wysokością zabudowy oraz określeniem dopuszczalnego procentowego udziału powierzchni zabudowy w obrębie działki. Uwagę zwracają dwa punkty regulaminu: siódmy – „Wykonanie budynków, które wyglądem swym zeszpeciłyby charakter kolonii, jest zabronione” oraz ósmy – „Wszystkie widoczne części budynków należy wykonać i utrzymać równie starannie”. Przestrzeganie tych warunków nadzorowały władze wojewódzkie.
Zespół powstałych tutaj wilii jest bardzo zróżnicowany, lecz we wszystkich obiektach widoczne jest twórcze podejście do poszczególnych rozwiązań. Stosowano tutaj takie elementy jak tarasy, duże balkony, obszerne przeszklenia (także z witrażami) oraz ryzality. Wszystkie domy posiadają tarasy i balkony skierowane na południe, a duże okna mają na celu wpuszczenie jak najwięcej światła słonecznego. Do prac wykończeniowych i detali wykorzystano wysokiej jakości materiały. Poszczególne domy zostały zaprojektowane przez miejscowych architektów.
Funkcjonalistyczne domy na terenie kolonii, a także budynki z czasu II wojny światowej wpisane są do gminnej ewidencji zabytków miasta Katowice, zaś fragment kolonii ograniczony ulicami: Panewnicką, Piotrowicką, Mazowiecką, Wielkopolską i Kaszubską objęty jest strefą ochrony konserwatorskiej ustalonej na podstawie przepisów miejscowego planu zagospodarowania przestrzennego uchwalonego przez Radę Miasta Katowice 27 lipca 2009 roku.

### Urbanistyka
Kolonia urzędnicza w Katowicach-Ligocie w założeniu miała być wzorcową dzielnicą mieszkaniową zbudowaną według zasad nowoczesnej urbanistyki z nawiązaniem do idei „miasta-ogrodu”, zwłaszcza w wersji pierwotnej, która zakładała usytuowanie w centrum kolonii placu-ogrodu. Założenie to powstało na terenie w kształcie podobnym do trapezu, zamkniętym ulicami: Panewnicką, Śląską, Piotrowicką i Wileńską. Aleja Wielkopolska została zaprojektowana jako główna oś południkowa, łącząca ulicę Śląską z rejonem skrzyżowania ulic Panewnickiej i Piotrowickiej, która przecinała symetrycznie równoleżnikowe ulice: Małopolską, Huculską, Poleską, Mazowiecką, Kaszubską i Mazurską. Z założenia aleja Wielkopolska miała być osiedlowym deptakiem. Szachownicowy układ ulic podyktowany został względami ekonomicznymi – starano się jak najpełniej wykorzystać powierzchnię kolonii. Ulice mają różną szerokość, wynoszącą od 11 do 15 metrów. Pierwotnie były one pokryte żwirem, a wzdłuż nich zamontowano krawężniki. Kolonia w Katowicach-Ligocie jest zaliczana do najlepiej rozplanowanych osiedli willowych w Polsce w okresie międzywojennym.
Działki wydzielone pod budowę domów stykają się z ogrodami, tworząc zielone przestrzenie. Każda zaś ulica została obsadzona drzewami: głogu (ul. Mazowiecka i Pomorska), lipami (ul. Poleska), jarzębinami (ul. Kaszubska) lub akacjami (al. Wielkopolska).
Z biegiem czasu układ urbanistyczny kolonii został zmodyfikowany. Częściowo zabudowano aleję Wielkopolską oraz zniknął plac centralny.

### Przykłady architektury funkcjonalistycznej na terenie kolonii
| Nazwa                              | Adres             | Okres powstania | Projektant            | Charakterystyka | Źródła               |
| ---------------------------------- | ----------------- | --------------- | --------------------- | --- | -------------------- |
| Willa dr. Bolesława Mroczkowskiego | Ul. Mazowiecka 1  | 1937            | Lucjan Sikorski       | Willa została zaprojektowana na rzucie odcinka okręgu jako budynek dwukondygnacyjny, symetryczny, z dwoma tarasami i płaskim dachem | [ 14 ] [ 23 ]        |
| Willa przy ulicy Mazowieckiej 11   | Ul. Mazowiecka 11 | 1936–1938       | Henryk Glaesel        | Willa charakteryzuje się dominującym w elewacji ogrodowej zaokrąglonym, przeszklonym ryzalitem zwieńczonym zadaszonym tarasem | [ 14 ]               |
| Willa dr. Włodzimierza Kowala      | Ul. Mazowiecka 16 | 1937            | Kazimierz Sołtykowski | Willa składa się z dwóch zróżnicowanych wysokościowo prostopadłościanów o dużych powierzchniach, gładkich ścianach i zgrupowanych przeszkleniach klatki schodowej; budynek charakteryzuje się surowością formy oraz kubicznością układu | [ 14 ] [ 23 ] [ 27 ] |
| Willa Antoniego Pająka             | Ul. Poleska 16    | 1938            | Henryk Glaesel        | Willa o wielopłaszczyznowej, plastycznej elewacji oraz dynamicznej kompozycji | [ 14 ] [ 28 ]        |
| Willa Ryszarda Holleka             | Ul. Poleska 26    | 1938            | Henryk Firla          | Willa z rozczłonkowaną elewacją, charakterystyczną, przeszkloną pionową bryłą klatki schodowej oraz narożnymi oknami | [ 14 ]               |

## Galeria
| - Willa Antoniego Pająka (ul. Poleska 16) - Willa przy ul. Kaszubskiej 4 - Willa przy ul. Kaszubskiej 12 - Willa przy ul. Kaszubskiej 14 |